# Station Gennep
Station Gennep is het voormalig treinstation dat tussen 1873 en 1944 bij Gennep gelegen was aan het Duits Lijntje van de NBDS, dat vanaf station Boxtel via station Gennep naar station Wesel liep.
Het stationsgebouw bestond uit een hoog middengedeelte met aan weerszijden een vleugel die overging in een klein gebouw met een zolderverdieping dat haaks op de vleugel stond. Zoals de meeste stations van de NBDS was het wit van kleur. Ongeveer 100 meter verder stond tussen 1880 en 1950 aan de Grote Weg, later de Heijenseweg, een wachtershuisje, voor de moutfabriek Aurora. 500 meter ten westen van het station lag een spoorbrug over de Maas.
Na aanvang van de aanleg van de spoorlijn in 1870 kreeg de firma Laudy uit Sittard de opdracht het stationsgebouw bij onder andere Gennep te plaatsen. Gouverneur Van der Does de Willebois legde op 28 juli 1872 de eerste steen van het gebouw. Op 15 juli 1873 werd de spoorlijn en het station in gebruik genomen voor personenvervoer naar Boxtel en Goch; op 1 september ging het goederenvervoer van start. Vanaf 1 juli 1878 werd het ook mogelijk om naar het Duitse Wesel te reizen, waardoor het station in Gennep een belangrijk, internationaal treinstation werd. Jarenlang lag het aan de kortste route Londen – Moskou, waardoor hoogheden, zoals Wilhelm II, het station aandeden. Ook internationale post vanuit Groot-Brittannië werd niet langer via Oostende verscheept, maar vanaf 1881 met posttreinen via Vlissingen naar Gennep en verder verstuurd.
Aan het begin van de twintigste eeuw reisden veel pelgrims op weg naar Kevelaer via Gennep. Cruciaal waren Kruispunt Beugen waar de Maaslijn kruiste en een afmeerplek vlak bij de Maasbrug waar de pelgrims konden overstappen op een speciaal zijlijntje vanaf deze brug tot aan het station. Ook Duitse pelgrims maakten gebruik van de lijn, op weg naar Boxmeer of Uden.
In de nabijheid van het station waren diverse zijsporen, zoals naar de werkplaatsen waar vanaf 1936 de Page zich vestigde.
Vanaf 1925 was het station eigendom van de Staatsspoorwegen, die in 1938 opgingen in de Nederlandsche Spoorwegen.
Op 10 mei 1940 werd het station in de vroege morgen overvallen door de Duitsers, waardoor de Maasbrug in handen van Duitsers viel en de Peel-Raamstelling onhoudbaar werd. Tot 17 september 1944 vond er nog personenvervoer plaats, waaronder ook de joden van Gennep die vanaf het station werden gedeporteerd. Het Ellen Hoffmannplein werd naar een van hen vernoemd. Naar verluidt zongen de joden bij vertrek uit Gennep het Genneps volkslied.
Tijdens de gevechtshandelingen in het najaar van 1944 en het voorjaar van 1945 werden de Maasbrug (18 september 1944) en het station (14 december 1944) danig verwoest. In 1948 brak men de ruïne van het station af. Tegenwoordig bevinden zich op deze plaats een parkeerterrein en enkele struiken; aan de andere zijde bevindt zich een busstation met het uitzicht op het monument bestaande uit stoomlocomotief DB 94 1640 ter nagedachtenis aan Station Gennep en het Duitse Lijntje.

## Trivia
- Keizer Wilhelm II ontving op 9 november 1907 op Station Gennep een telegram dat zijn kleinzoon, Louis Ferdinand, geboren was.[bron?]